# Pseudagkistrodon rudis
Pseudagkistrodon rudis is een slang uit de familie toornslangachtigen en de onderfamilie waterslangen (Natricinae).

## Naam en indeling
De wetenschappelijke naam van de soort werd voor het eerst voorgesteld door George Albert Boulenger in 1906. Oorspronkelijk werd de wetenschappelijke naam Macropisthodon rudis gebruikt. De soort werd in 1909 door John Van Denburgh aan het geslacht Pseudagkistrodon toegewezen en is tegenwoordig de enige vertegenwoordiger van deze monotypische groep. De slang werd lange tijd aan het niet langer erkende geslacht Macropisthodon toegekend en veel literatuur gebruikt nog de verouderde naam.

### Ondersoorten
De soort telt twee ondersoorten, die onderstaand zijn weergegeven met de auteur en het verspreidingsgebied.
| Naam                                     | Auteur             | Verspreidingsgebied |
| ---------------------------------------- | ------------------ | ------------------- |
| Pseudagkistrodon rudis multiprefrontalis | Zhao & Jiang, 1981 | Taiwan, China       |
| Pseudagkistrodon rudis rudis             | Boulenger, 1906    | Taiwan, China       |

## Levenswijze
De vrouwtjes zetten eieren af. De slang staat bekend als erg agressief, maar is niet giftig.

## Verspreiding en habitat
De soort komt voor in delen van Azië en leeft in de landen Taiwan en China. De habitat bestaat uit vochtige tropische en subtropische bossen, zowel in bergstreken als in laaglanden, in tropische en subtropische scrublands en in tropische en subtropische graslanden. De soort is aangetroffen op een hoogte van ongeveer 600 tot 2650 meter boven zeeniveau.

## Beschermingsstatus
Door de internationale natuurbeschermingsorganisatie IUCN is de beschermingsstatus 'veilig' toegewezen (Least Concern of LC).
Adelophis ·
Afronatrix · 
Amphiesma · 
Amphiesmoides · 
Anoplohydrus · 
Aspidura ·
Atretium ·
Blythia ·
Clonophis · 
Fowlea ·
Haldea · 
Hebius ·
Helophis · 
Herpetoreas ·
Hydrablabes ·
Hydraethiops ·
Iguanognathus · 
Isanophis · 
Limnophis · 
Liodytes ·
Natriciteres ·
Natrix ·
Nerodia ·
Opisthotropis ·
Paratapinophis · 
Pseudagkistrodon · 
Regina ·
Rhabdophis ·
Rhabdops ·
Smithophis ·
Storeria ·
Thamnophis ·
Trachischium ·
Trimerodytes ·
Tropidoclonion · 
Tropidonophis ·
Virginia · 
Xenochrophis